# Hadrocryptus multimaculatus
Hadrocryptus multimaculatus là một loài tò vò trong họ Ichneumonidae.